# Filograna implexa
Filograna implexa är en ringmaskart som beskrevs av Miles Joseph Berkeley 1835. Filograna implexa ingår i släktet Filograna och familjen Serpulidae. Arten är reproducerande i Sverige. Inga underarter finns listade i Catalogue of Life.

## Bildgalleri

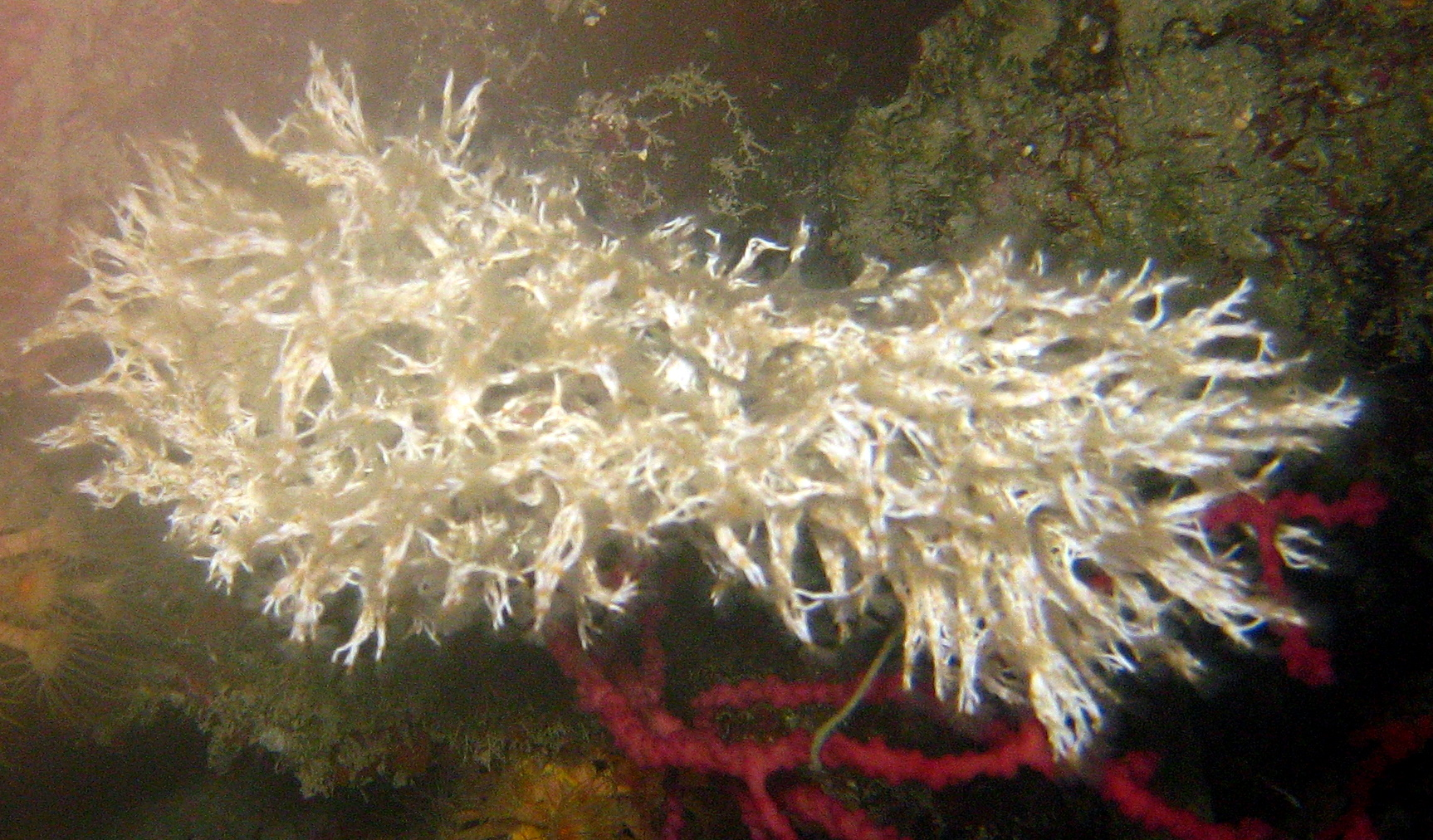